# Vikramashila

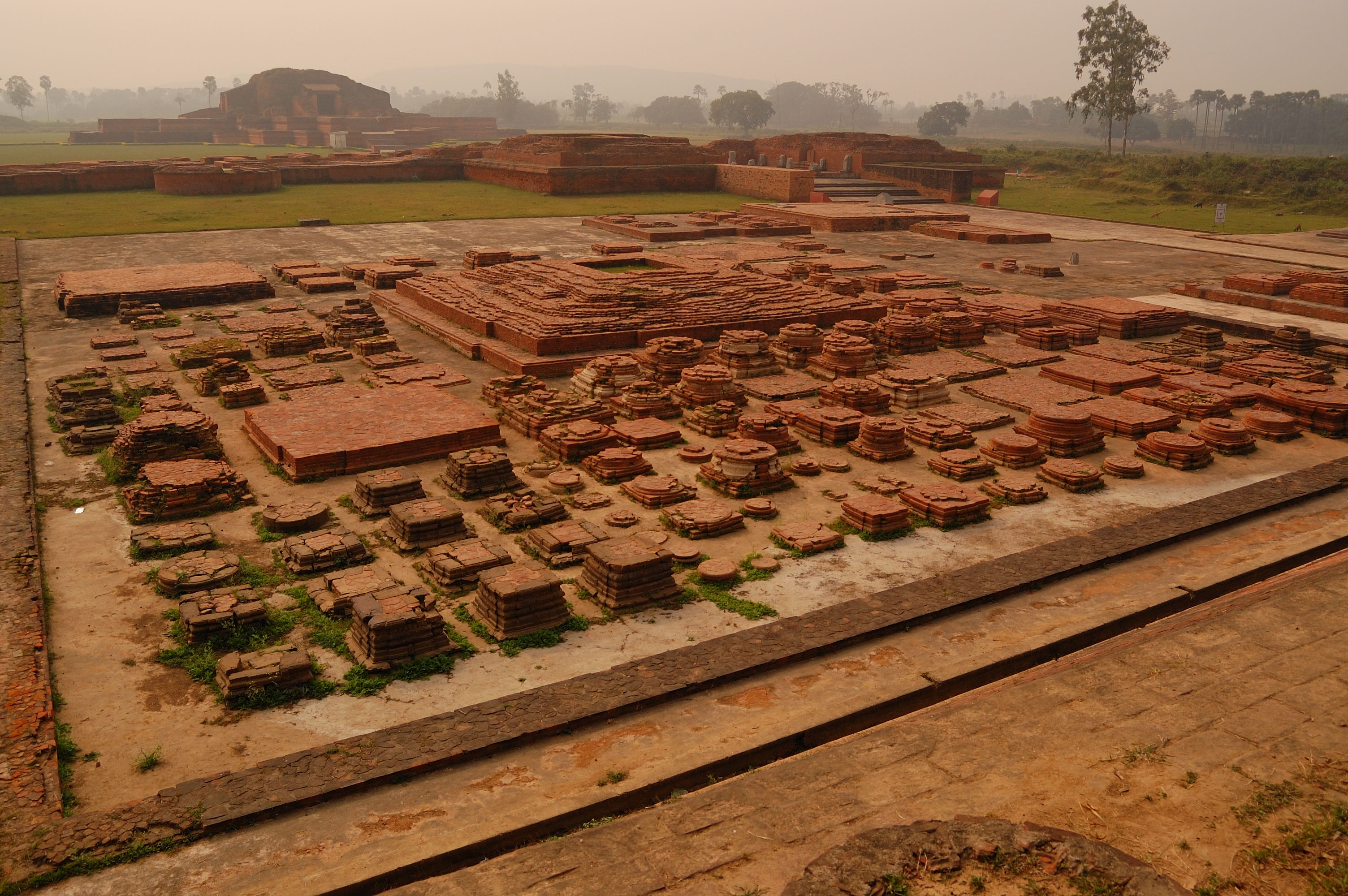
Ruinen der Vikramashila-Universität

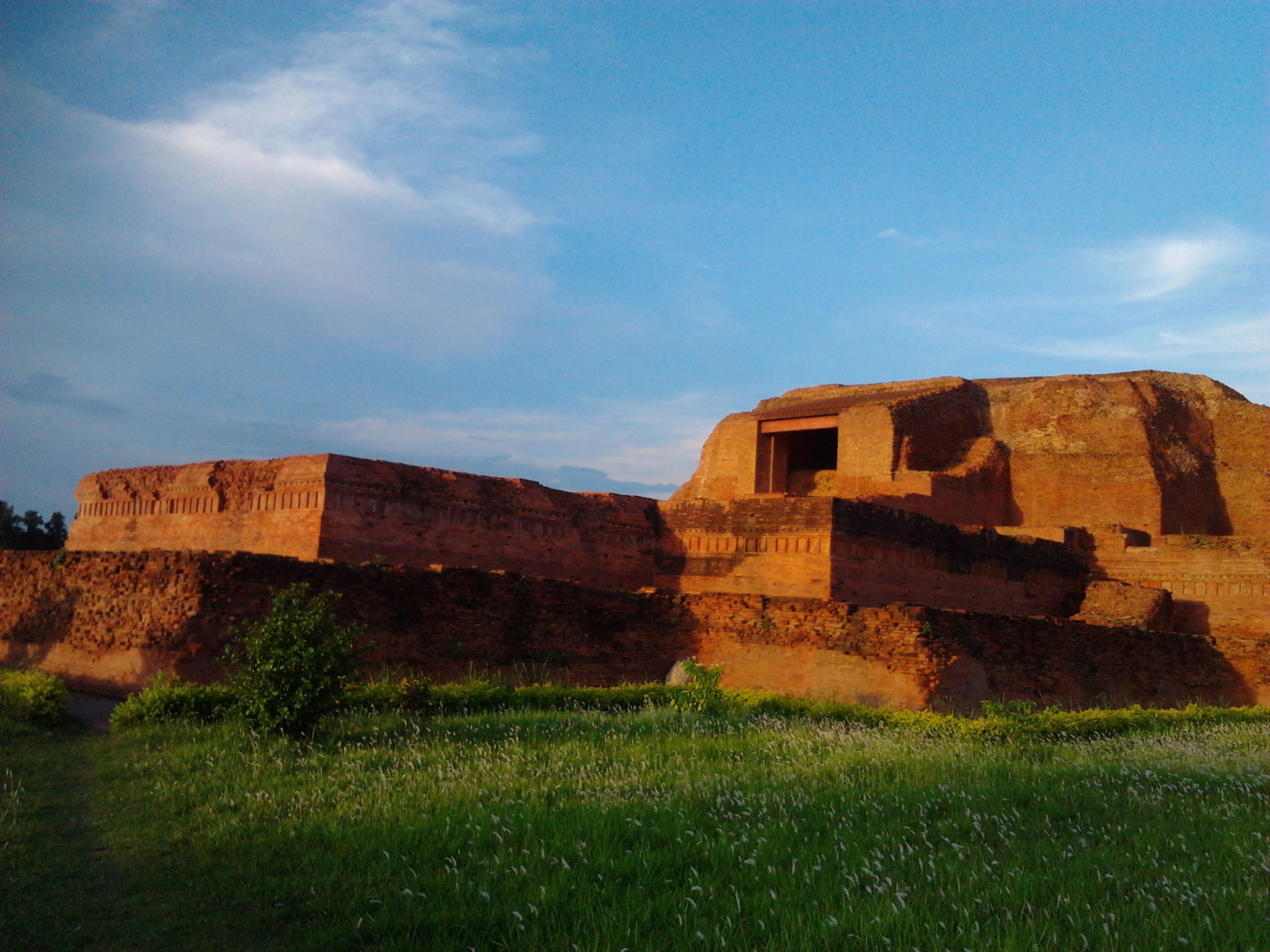
Ruinen des Stupa

Die Vikramashila-Universität (Vikramaśilā Mahāvihāra) war eine bedeutende buddhistische Klosteruniversität im Indien der Pala-Dynastie (750 bis 1161).

## Geschichte
Die Gründung von Vikramashila geht auf den bengalischen Herrscher Dharmapala (reg. 783–820) zurück und erfolgte in Reaktion auf einen vermeintlichen Verfall der Lehre an der seinerzeit führenden buddhistischen Klosteruniversität Nalanda. Als Zentrum für die Ausbildung und Aussendung von Missionaren wirkte Vikramashila nachhaltig auf die Ausbreitung tantrischer Lehren nach Tibet sowie nach Ost- und Südostasien ein. Zu den Äbten und Lehrern von Vikramashila zählte der indische Pandit Atisha Dipamkara Srijnana (980–1053).
Ebenso wie andere buddhistische Zentren fiel die befestigte Klosteruniversität um das Jahr 1203 den gegen die nunmehr in Bengalen regierende, aber insgesamt eher schwache Sena-Dynastie vorrückenden muslimischen Invasoren zum Opfer.

## Ausgrabungen
Die von der Patna University durchgeführten Ausgrabungen an der ausschließlich aus Ziegelsteinen erbauten Ruinenstätte begannen im Jahr 1960 und endeten zunächst 1969. Zwei Jahre später wurden die Grabungen fortgesetzt und 1982 beendet. Diese zweiten Grabungen wurden vom Archaeological Survey of India durchgeführt.
Das größte gefundene Einzelbauwerk ist ein quadratisches Gebäude mit den Maßen 330 × 330 Meter und hatte 208 Räume. Die Ausgrabungsarbeiten an den Ruinen der antiken Universität in der Umgebung des Ortes Antichak im Distrikt Bhagalpur, Bihar, dauern an. 